# Петерсен, Нильс
Нильс Пе́терсен (нем. Nils Petersen; род. 6 декабря 1988, Вернигероде, округ Галле, ГДР) — немецкий футболист, нападающий.

## Карьера

### «Карл Цейсс Йена»
Петерсен начинал заниматься в детской команде города. В 2005 году, минуя академию из Хальберштадта, попал в юношескую команду клуба «Карл Цейсс».
В том же году игрока стали подключать к играм второй команды, которая выступала в Южной Северо-Восточной Оберлиге. Дебютировал за неё 24 сентября 2006 года в гостевом поединке против «Заксена» Лейпциг (1:2). Петерсен вышел на замену на 65-й минуте. После новогоднего перерыва стал вызываться в основную команду, которая выступала во Второй Бундеслиге. 4 февраля 2007 года дебютировал в гостевом поединке против «Кёльна» (0:1) — вышел на замену на 89-й минуте вместо Мохаммеда эль-Беркани. Со следующего сезона Петерсен стал игроком основы «Карл Цейсса», однако появлялся в основном на замены.

### «Энерги Коттбус»
В зимний трансферный период сезона 2008/09 Петерсен перешёл в клуб «Энерги», который очень неудачно выступал в Бундеслиге, однако в основном дивизионе страны сыграл всего один матч — 23 мая 2009 года вышел на замену на 84-й минуте в домашнем поединке 34-го тура против «Байера» (3:0). Эта победа не позволила остаться «Энерги» в Бундеслиге, в переходных матчах клуб уступил «Нюрнбергу» и вылетел во вторую лигу, где Петерсен уже стал игроком основы «Энерги». Самым удачным сезоном для футболиста стал сезон 2010/11, где он провёл 33 матча и забил 25 мячей, став лучшим бомбардиром Второй Бундеслиги.

### «Бавария»
Летом 2011 года к игроку присматривались многие клубы, однако настойчивее всех оказалась мюнхенская «Бавария», которая подписала с ним трёхлетний контракт. Петерсену в «Баварии» досталась футболка с 9-м номером. 7 августа он дебютировал в домашнем поединке первого тура против «Боруссии» Мёнхенгладбах (0:1) — вышел на поле на 76-й минуте, заменив Жерома Боатенга.

### «Вердер»
29 июня 2012 года Петерсен отправился в аренду сроком на один год в «Вердер». В мае 2013 года подписал контракт на 4 года.

### «Фрайбург»
1 января 2015 года был арендован «Фрайбургом» на полгода. В июне 2015 года «Фрайбург» выкупил Петерсена у «Вердера».

### Сборная
В июле 2016 года вошёл в состав олимпийской сборной Германии для участия на Олимпиаде в Рио-де-Жанейро В первых двух матчах группового этапа выходил на замену в конце встречи, в третьем матче со сборной Фиджи (10:0) отыграл весь матч, забил 5 голов. В финале против Бразилии вышел на замену и в серии пенальти не забил свой пенальти, который стал решающим.

## Достижение
- Финалист Олимпийских игр: 2016

## Статистика

### Матчи за сборную
| № | Дата            | Оппонент | Счёт | Голы | Соревнование      |
| - | --------------- | -------- | ---- | ---- | ----------------- |
| 1 | 2 июня 2018     | Австрия  | 1:2  | —    | Товарищеский матч |
| 2 | 9 сентября 2018 | Перу     | 2:1  | —    | Товарищеский матч |

Итого: сыграно матчей: 2 / забито голов: 0; победы: 1, ничьи: 0, поражения: 1.